# Alfred Blau
Alfred Blau fou un dramaturg i llibretista d'òpera francès. Era cosí d'Édouard Blau, un altre llibretista francès del mateix període.
A les acaballes de 1887 estava en negociacions amb Emmanuel Chabrier per fer un llibret sobre La tempesta de Shakespeare, però el projecte no va fructificar.

## Òperes amb llibret d'Alfred Blau
- Ernest Reyer: Sigurd amb Camille du Locle (1884)
- Jules Massenet: Esclarmonde amb Louis de Gramont (1889)